# کلیسای ژزو
کلیسای ژزو (ایتالیایی: Chiesa del Gesù) یک کلیسای کاتولیک در شهر رم، ایتالیا است.
این کلیسا که در سال ۱۵۸۰ ساخت آن تمام شده ۷۵ متر طول و ۳۵ متر عرض دارد.
این کلیسا از اولین نمونه‌های طراحی و معماری باروک و به‌عنوان معرفی کننده سبک باروک به معماری است.

## نگارخانه

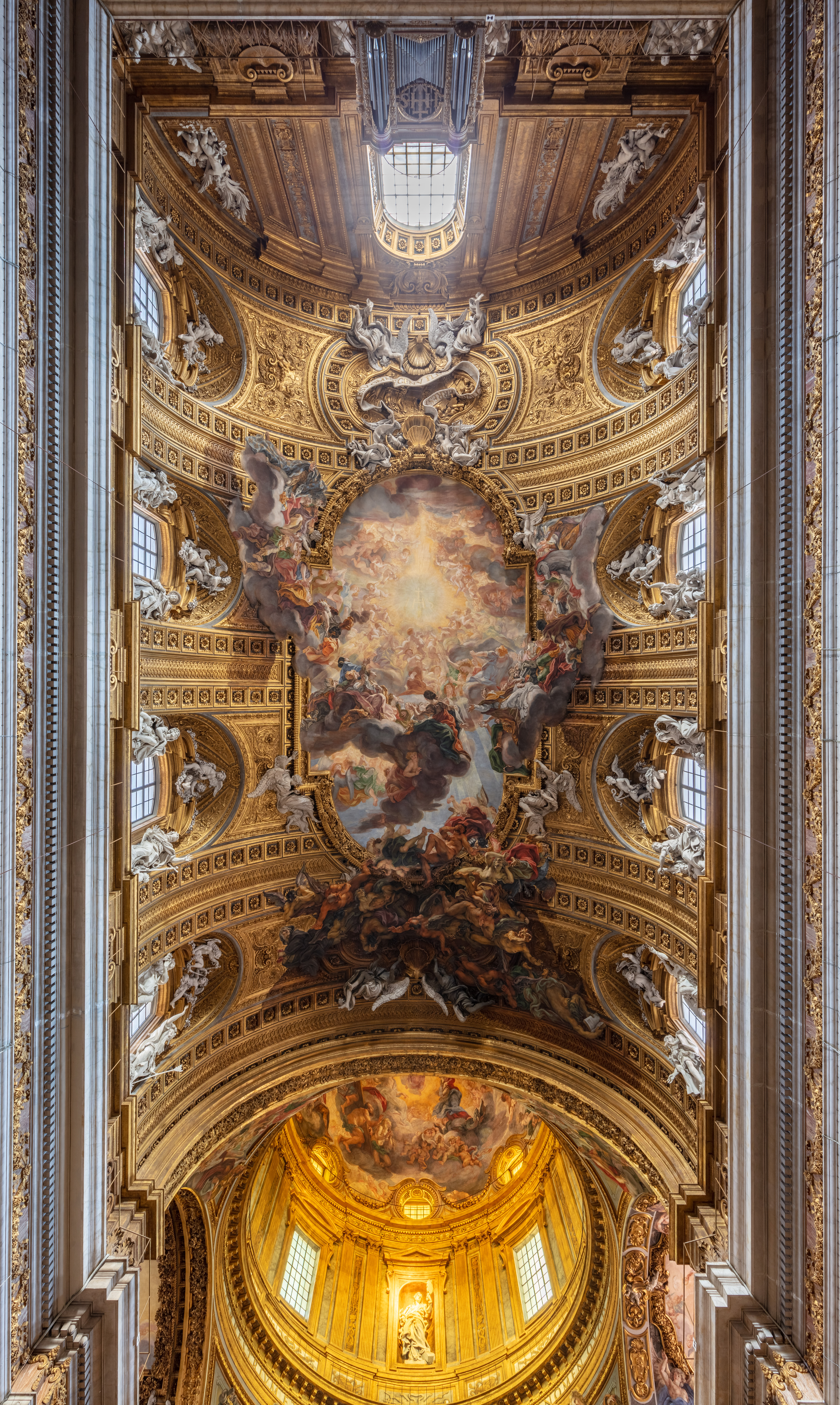
نقاشی فرسکوی شکوه نام عیسی بر سقف کلیسای ژزو، اثر جیووانی باتیستا گائولی، نقاش برجستهٔ ایتالیایی است
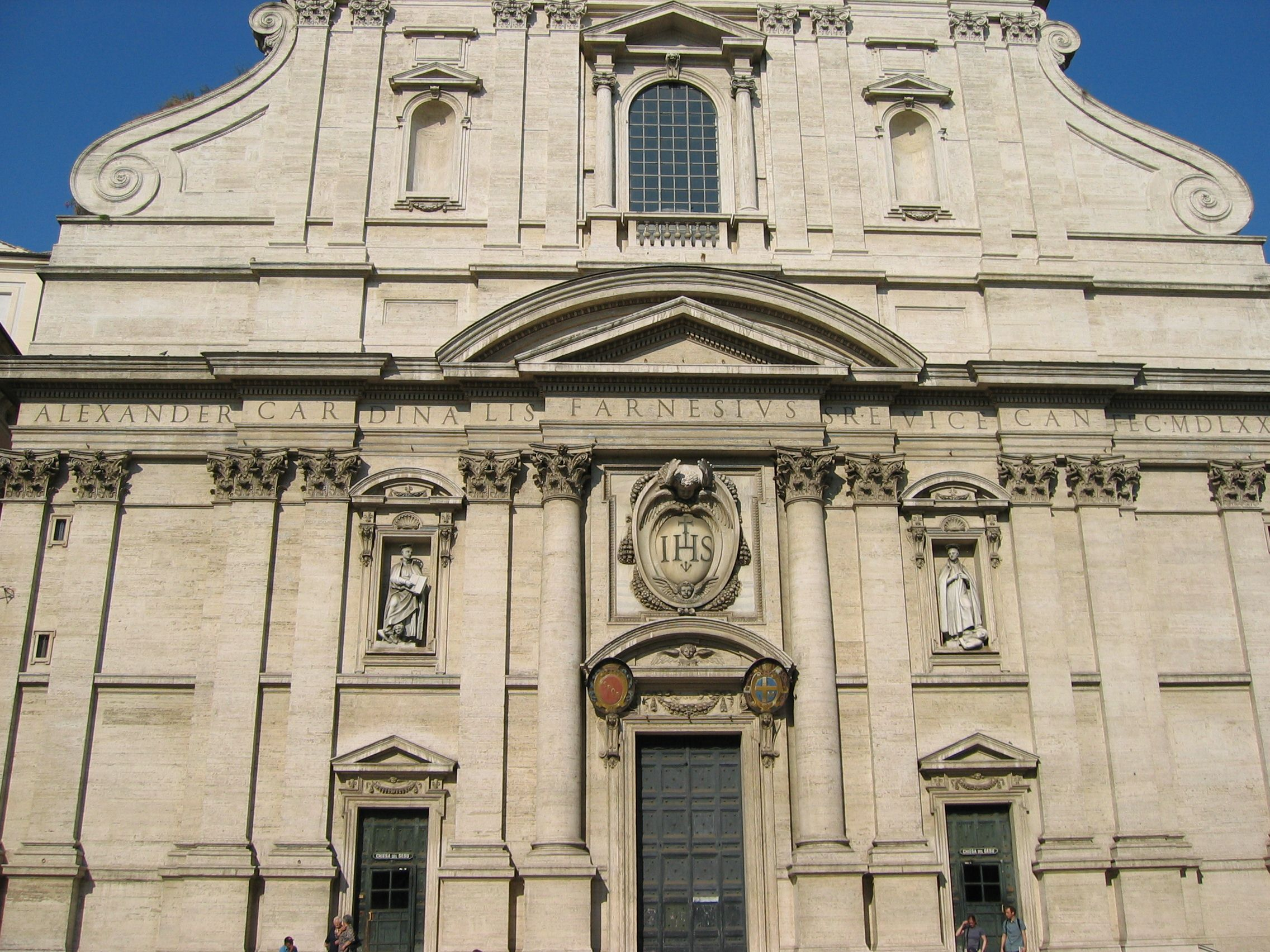
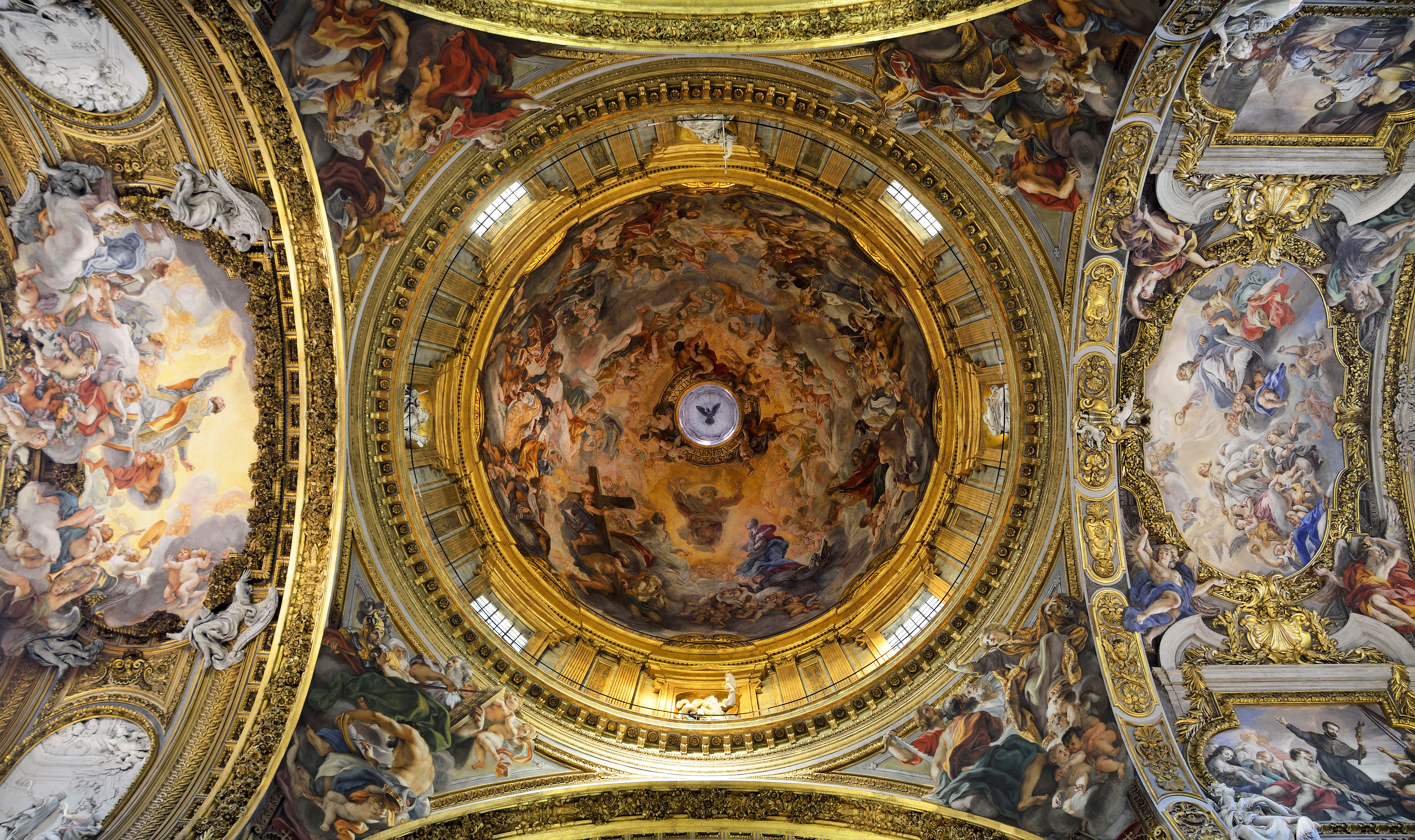
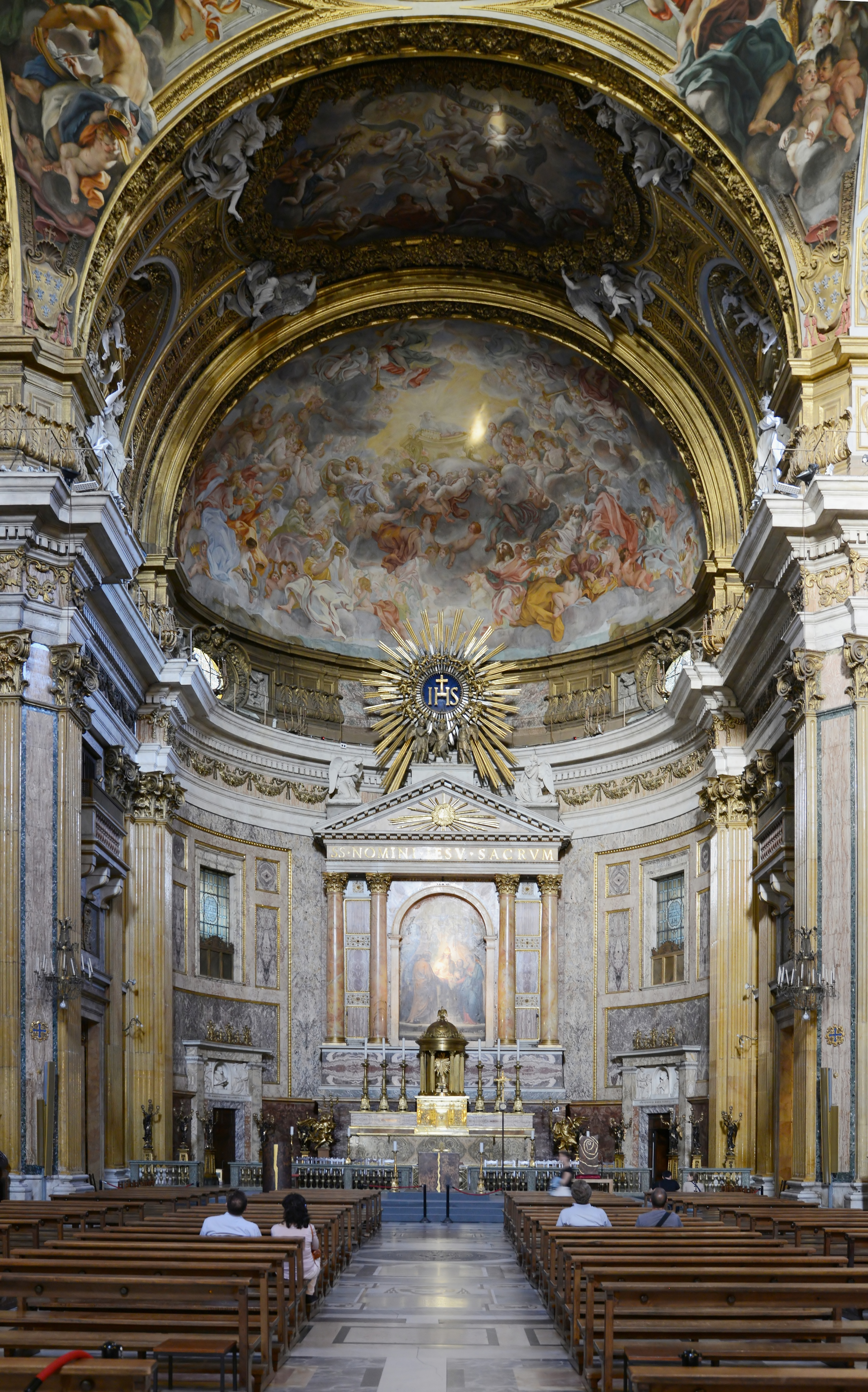
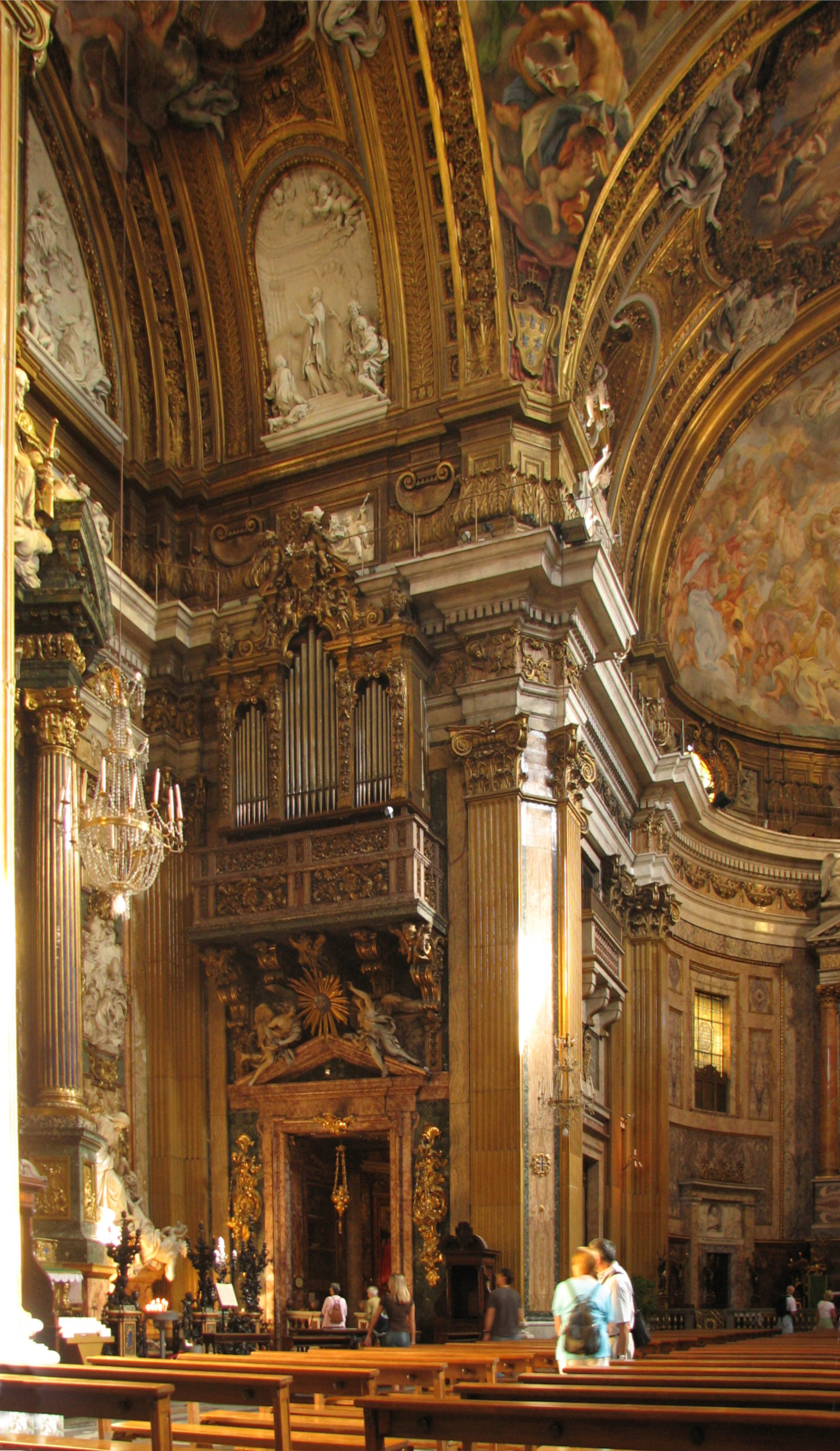